# Michel Bibard
Michel Bibard (født 30. november 1958 i Ambroise) er en fransk tidligere fodboldspiller, der spillede som forsvarsspiller. 

## Fodboldkarriere
Bibard spillede på klubplan først for FC Nantes, hvor han var fra 1975 til 1985. Derpå fik han seks sæsoner i Paris SG, inden han afsluttede sin aktive karriere i Al Oruba Sur i Oman.
Han var med til at gøre både Nantes (1977, 1980 og 1983) og PSG (1986) til fransk mester. Med Nantes vandt han desuden pokalturneringen Coupe de France (1979).
Bibard fik en enkelt kamp for Frankrig U/20 i 1977, hvorpå han kom med på OL-holdet, der deltog i OL 1984 i Los Angeles. Det var første gang, det var tilladt at stille med professionelle spillere, når blot de ikke havde spillet VM-kampe. Turneringen var derudover præget at den sovjetisk-ledede boykot af legene, der betød, at alle medaljevinderne fra OL 1980 i Moskva ikke deltog. Frankrig vandt sin indledende pulje, og i kvartfinalen besejrede franskmændene Egypten, mens det i semifinalen gik ud over Jugoslavien efter forlænget spilletid. Finalen blev en kamp mellem Frankrig og Brasilien, og den endte med 2-0 til Frankrig, der dermed fik guld, mens sølvet gik til Brasilien og bronzen til Jugoslavien. Bibard spillede den første kamp samt semifinalen og finalen. Senere samme år fik han debut på A-landsholdet og spillede i alt seks kampe. Han var også med i truppen til VM i 1986, hvor Frankrig vandt bronzemedaljer; her fik han dog ikke spilletid.

## Titler
Ligue 1
- 1977, 1980 og 1983 med FC Nantes
- 1986 med Paris SG

Coupe de France
- 1979 med FC Nantes

OL
- 1984 med Frankrig